# Zillah & Totte
Zillah & Totte es un acto de Ventriloquia de Suecia (gestionado por Cecilia Andrén).
Cecilia Andrén es una famosa ventrílocua y comedianta nacida en Estocolmo, Suecia. Ella ganó el programa de televisión Tienes talento de Suecia en 2007, y ha tenido su propio programa de televisión llamada APTV med Zillah & Totte por cuatro temporadas.